# 문경시의 시내버스
문경시의 시내버스는 경상북도 문경시를 중심으로 운행하는 버스를 이용한 대중교통 수단으로, 운수업체로는 문경여객이 유일하다.

## 운임
2011년 9월 1일부터 교통카드제(티머니)를 실시했으나, 2025년부터 무료화했다.

## 문경시 차적의 버스 노선

### 좌석버스
- ● 100번 : 문경 가도 방면 (문경새재 일부 운행)
- ● 200번 : 문경 남부 방면
- ● 300번 : 마성, 가은 방면

### 시내버스
- ● 문경시내버스 : 문경시내에서 마을로 운행하는 버스로 노선이 달라진다.

### 순환버스
- ● 문경순환버스 : 문경 시내를 순환하여 운행한다.

## 사진

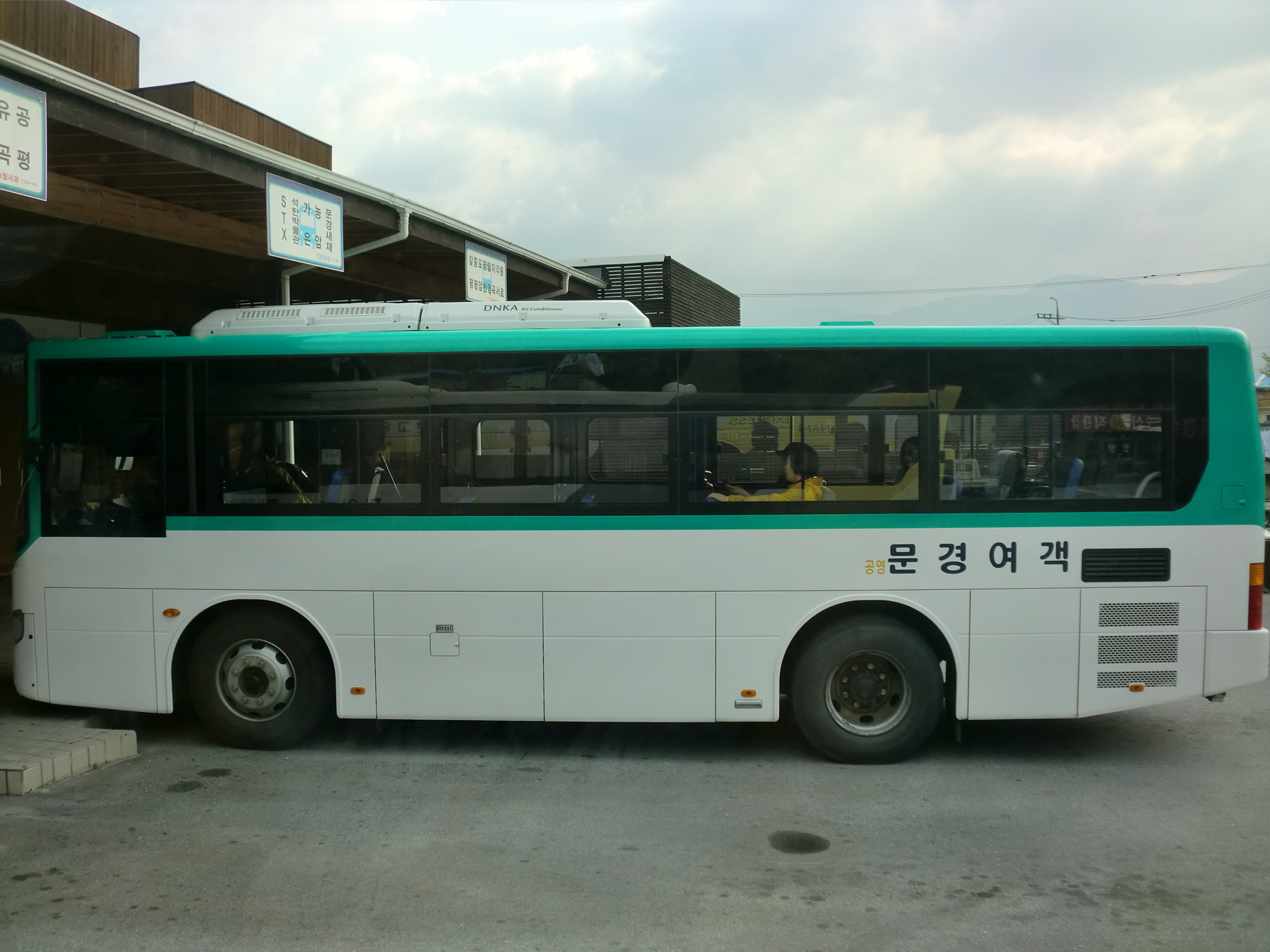
터미널 정차 모습
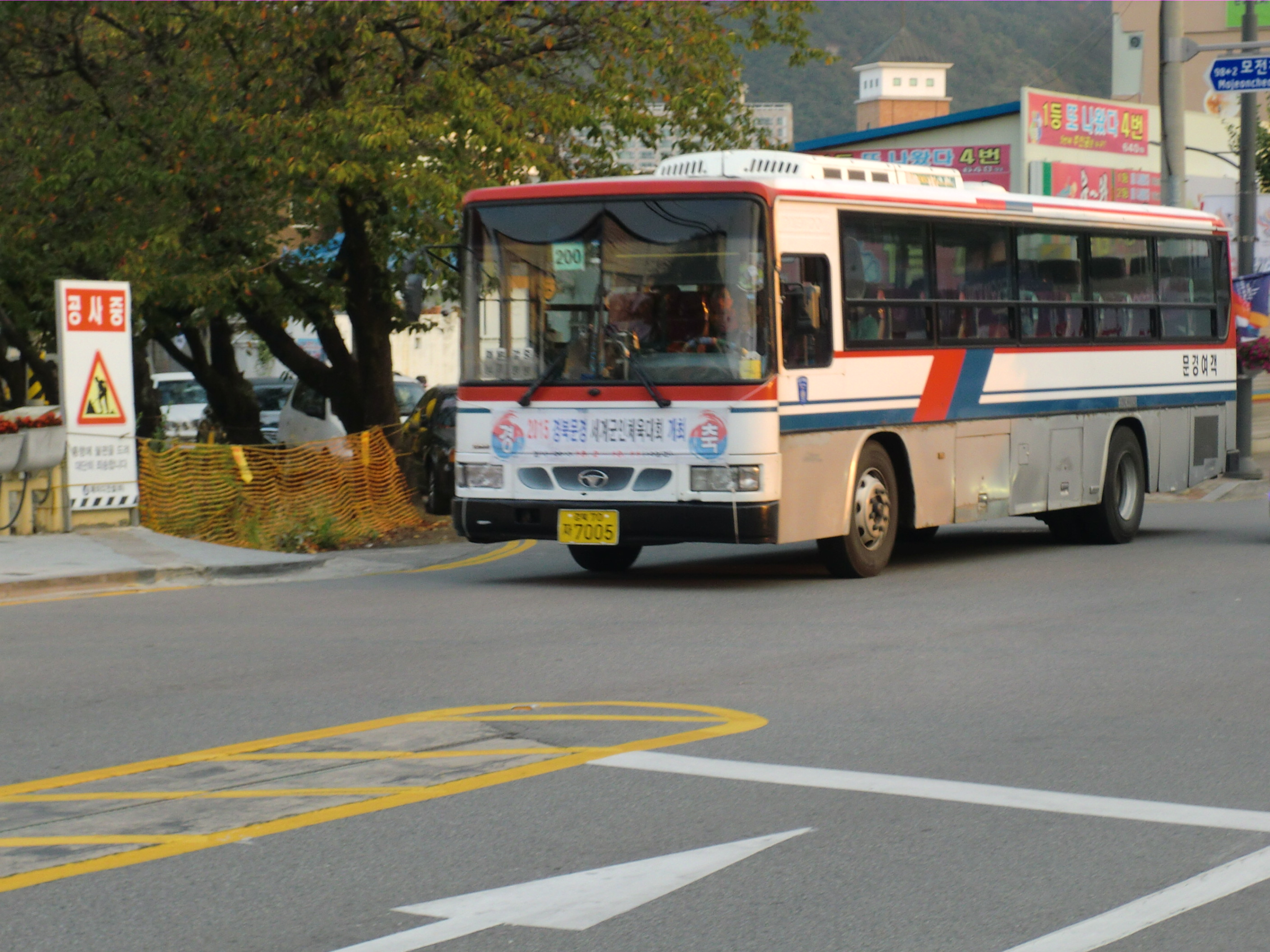
200번 좌석버스
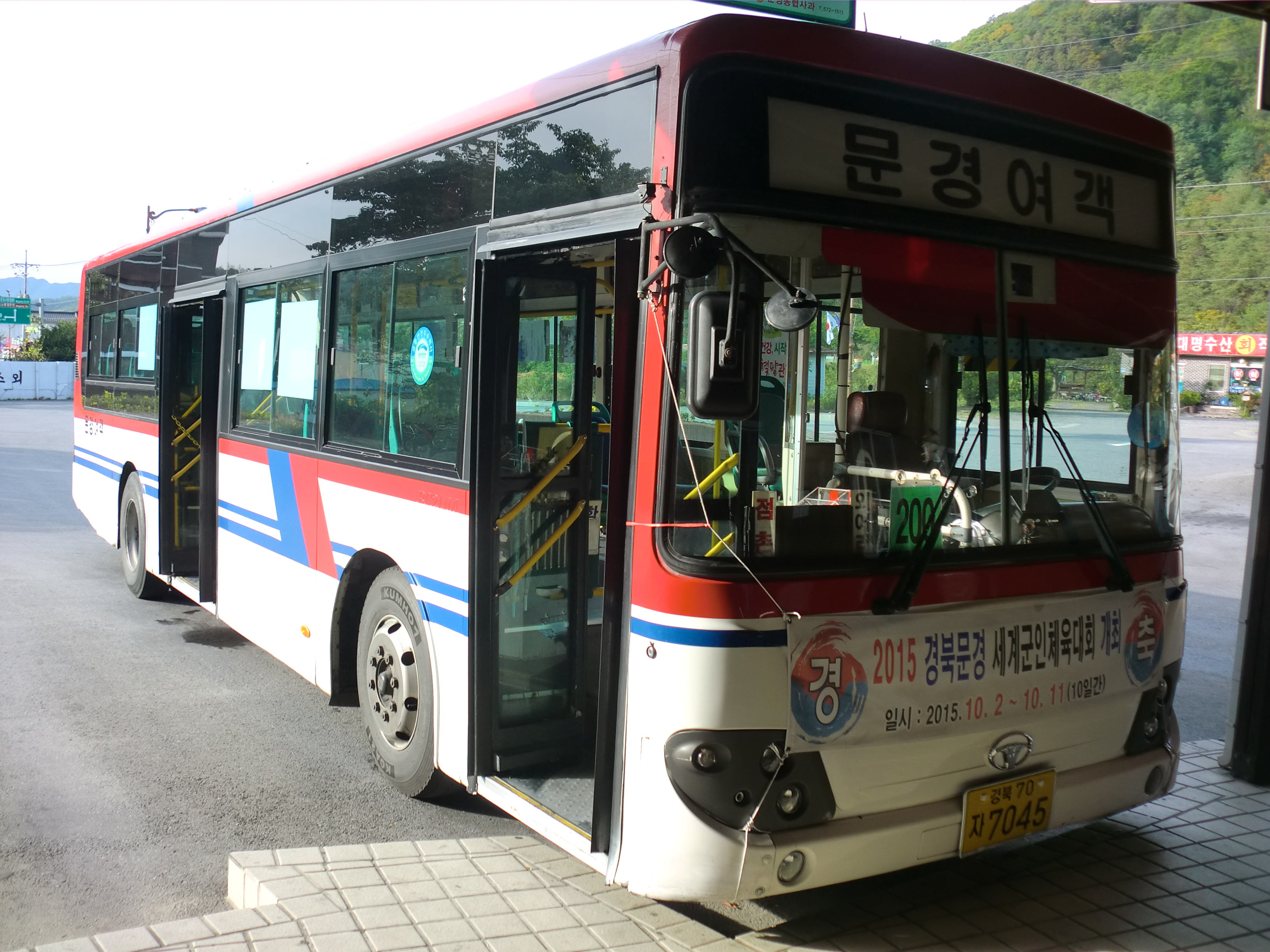
200번 좌석버스
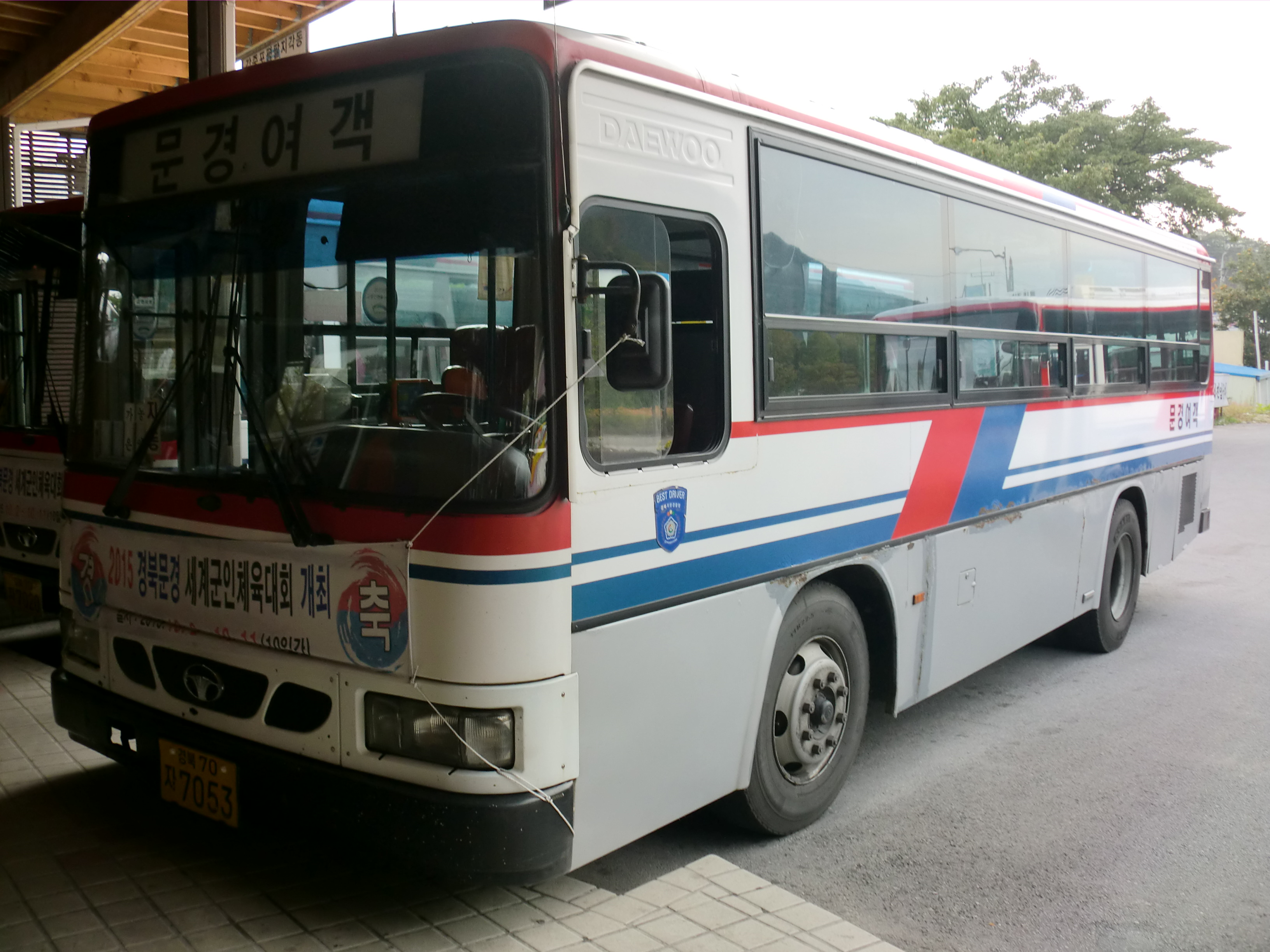
200번 좌석버스
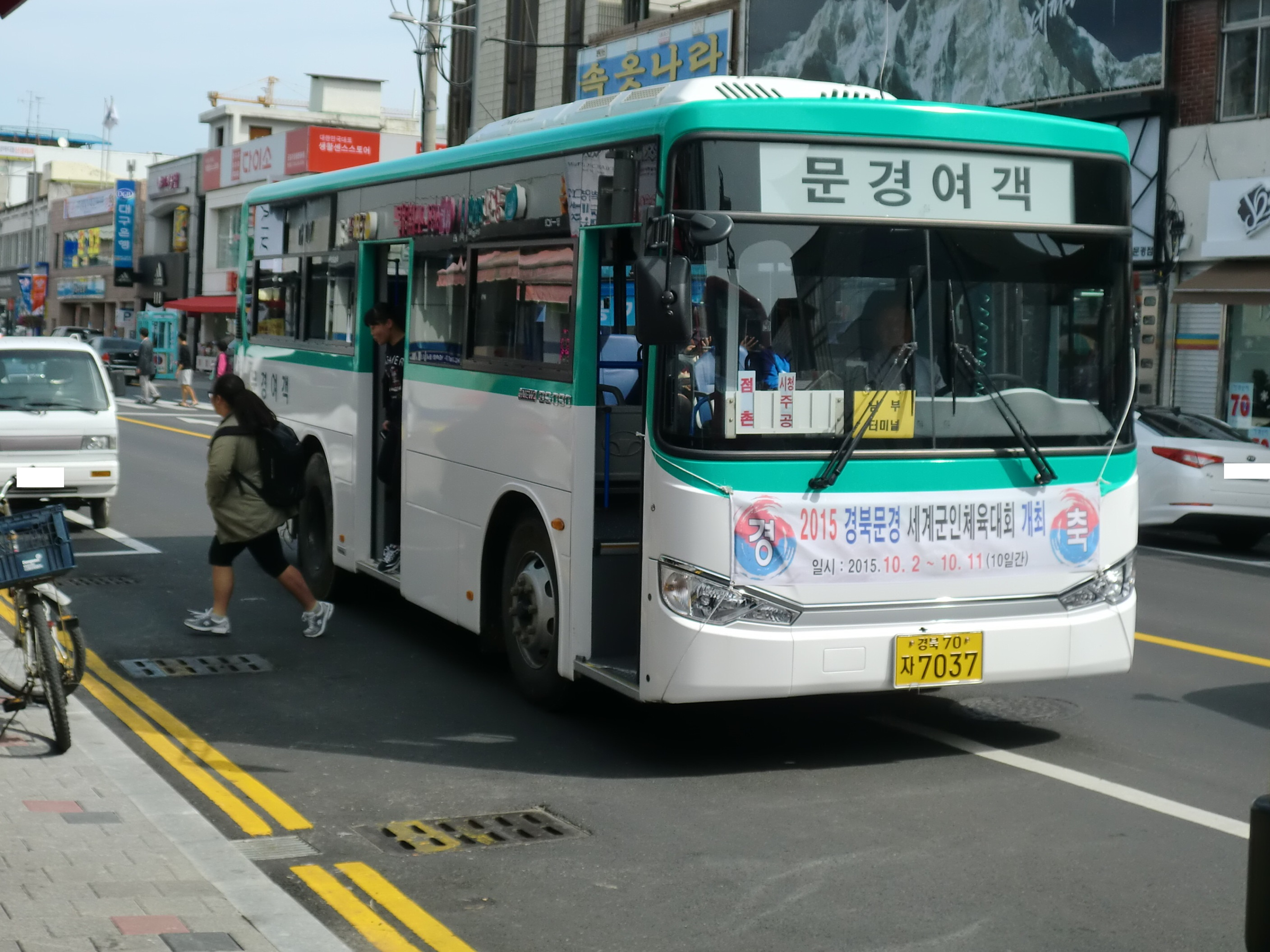
주공, 남부터미널 방면